# Bernd Faulenbach

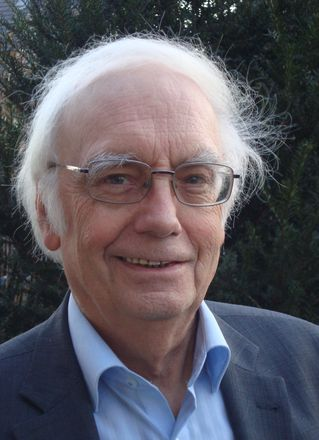
Bernd Faulenbach (2014)

Bernd Faulenbach (* 3. November 1943 in Pyritz, Pommern; † 15. Juni 2024) war ein deutscher Historiker und Honorarprofessor an der Ruhr-Universität Bochum. Von 1982 bis 2007 war er stellvertretender Direktor des Forschungsinstituts Arbeit, Bildung, Partizipation (FIAB; zuvor Forschungsinstitut für Arbeiterbildung) in Recklinghausen. Ab den 1980er-Jahren nahm er zahlreiche Funktionen im Grenzbereich von Geschichtswissenschaft, Erinnerungskultur und Politik wahr.

## Leben  und Wirken

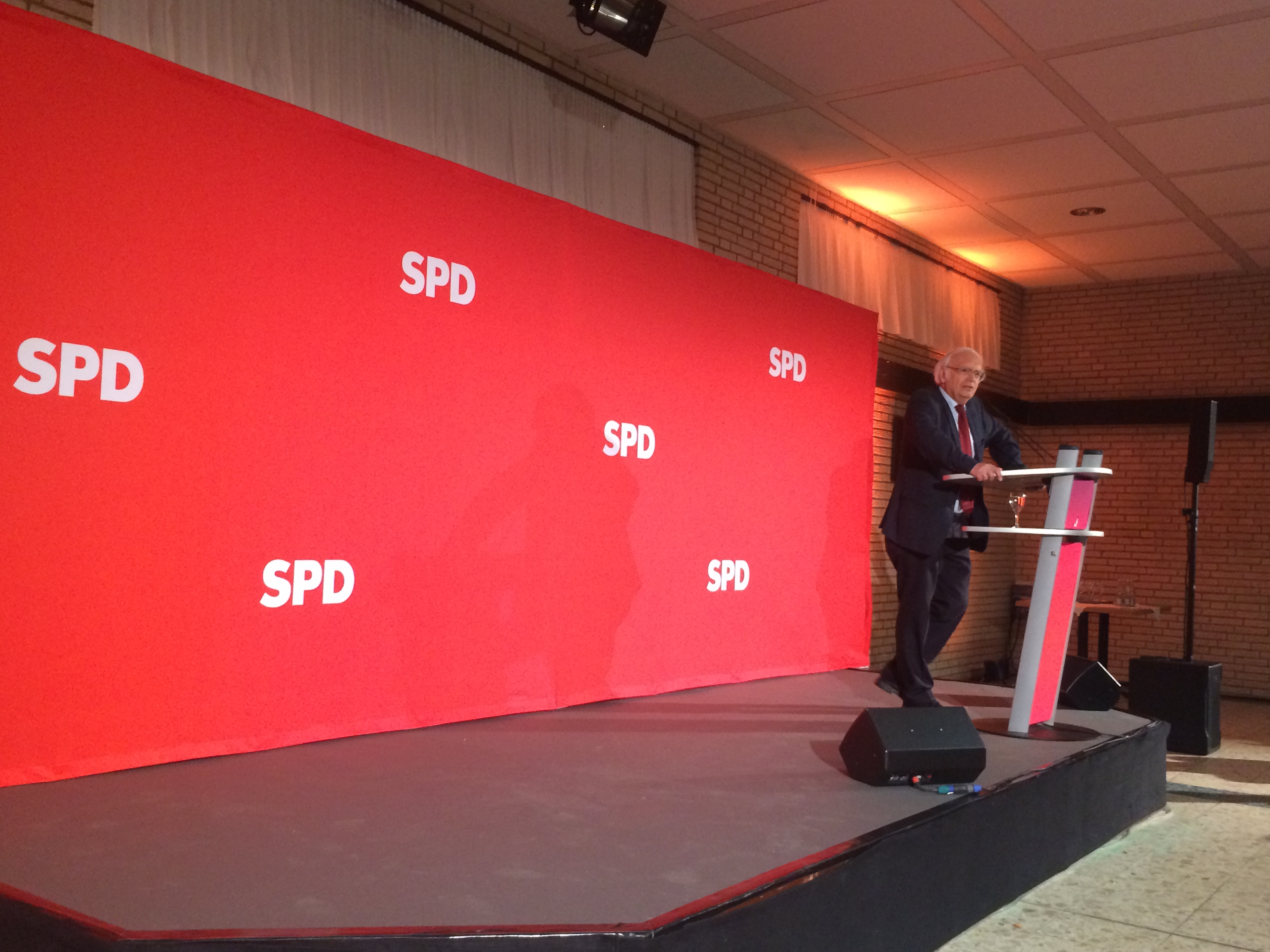
Bernd Faulenbach am 70. Jahrestag der Wennigser Konferenz Oktober 2015

Nach dem Studium der Geschichtswissenschaft, Germanistik, Politikwissenschaft, Philosophie und Pädagogik an den Universitäten Bonn und Bochum legte Faulenbach zunächst ein Staatsexamen für die Sekundarstufe II ab. 1977 wurde er an der Universität Bochum mit einer Dissertation über Die deutsche Geschichte in der Historiographie zwischen Kaiserreich und Nationalsozialismus promoviert. Zunächst lehrte er an der Fachhochschule Dortmund, danach arbeitete er als Wissenschaftlicher Assistent von Hans Mommsen an der Ruhr-Universität.
Seit 1981 war er Wissenschaftlicher Mitarbeiter (mit der Verantwortung für den Bereich Geschichte und Theorie) am Forschungsinstitut für Arbeiterbildung in Recklinghausen und von 1982 bis zur Schließung des Instituts 2007 dessen stellvertretender Direktor. Gleichzeitig lehrte er an der Universität Bochum, die ihn 1993 zum Honorarprofessor ernannte. Schwerpunkte seiner Lehrtätigkeit an der Universität Bochum waren Geschichte der Arbeiterbewegung und die der Sozialdemokratie des 19. und 20. Jahrhunderts, die Geschichte der Bundesrepublik, der DDR und des wiedervereinigten Deutschlands.
Faulenbach gehörte verschiedenen Enquete-Kommissionen des Bundestages und weiteren Kommissionen des Bundes und der Länder sowie von Stiftungen, Museen und Gedenkstätten an. Von 1989 bis zu deren Auflösung im Jahr 2018 war er Vorsitzender der Historischen Kommission beim SPD-Parteivorstand. Im Jahr 1992 wurde er Vorsitzender der Fachkommission der Stiftung Brandenburgische Gedenkstätten. Von 1998 bis Anfang 2016 war er stellvertretender Vorsitzender der Bundesstiftung zur Aufarbeitung der SED-Diktatur. Zudem arbeitete er als Vertrauensdozent der Friedrich-Ebert-Stiftung.
Faulenbach war von 2015 bis 2020 Vorsitzender des Vereins Gegen Vergessen – Für Demokratie.
Von 2001 bis April 2009 war Faulenbach Vorsitzender der Bochumer SPD und war auch deren Ehrenvorsitzender.

## Forschungsschwerpunkte
Am Recklinghäuser Institut führte Faulenbach Projekte zur Sozial- und der Zeitgeschichte sowie zur Didaktik durch, u. a. zur Geschichte der Mitbestimmung und der politischen Kultur im Ruhrgebiet, über Betriebsgeschichte und Arbeitnehmererfahrungen, Rationalisierungserfahrungen, zur Geschichte der Arbeiterbewegungen und Oral History, Erwachsenenbildung, zum Verhältnis von Geschichtsbewusstsein und Gegenwartserfahrung, Strukturwandel und Bildungssystem, sowie zur Didaktik der Geschichte in der Erwachsenenbildung, in Museen und in Gedenkstätten.
Faulenbach schaltete sich in die Geschichtsdebatten der 1980er und 1990er Jahre ein, wie den Historikerstreit, die Diskussion um das Geschichtsbewusstsein nach den Umwälzungen 1989/1990 und die Auseinandersetzungen über Gedenkstätten sowie das Holocaust-Denkmal. Er prägte den Begriff „Ideologie des deutschen Weges“ (Sonderweg), der auf seine gleichnamige Monographie von 1980 zurückgeht. Als Sachverständiger der Enquete-Kommission „Überwindung der Folgen der SED-Diktatur im Prozeß der deutschen Einheit“ entwickelte er die „Faulenbach-Formel“, wonach „[d]ie NS-Verbrechen […] durch die Auseinandersetzung mit den Verbrechen des Stalinismus nicht relativiert werden“ und umgekehrt „[d]ie stalinistischen Verbrechen […] durch den Hinweis auf die NS-Verbrechen nicht bagatellisiert werden [dürfen].“

## Auszeichnungen
- 1998 erhielt Bernd Faulenbach das Bundesverdienstkreuz I. Klasse.
- 2016 erhielt er das Große Bundesverdienstkreuz.

## Schriften (Auswahl)

### Als Autor
- Ideologie des deutschen Weges. Die deutsche Geschichte in der Historiographie zwischen Kaiserreich und Nationalsozialismus. Beck, München 1980, ISBN 3-406-07587-8.
- Erfahrungen des 20. Jahrhunderts und politische Orientierung heute. Zur Auseinandersetzung mit Geschichte in Erwachsenenbildung und Öffentlichkeit (= Geschichte und Erwachsenenbildung. 5). Klartext, Essen 1996, ISBN 3-88474-519-0.
- mit Annette Leo und Klaus Weberskirch: Zweierlei Geschichte. Lebensgeschichte und Geschichtsbewußtsein von Arbeitnehmern in West- und Ostdeutschland (= Geschichte und Erwachsenenbildung. 11). Klartext, Essen 2000, ISBN 3-88474-757-6.
- Das sozialdemokratische Jahrzehnt. Von der Reformeuphorie zur neuen Unübersichtlichkeit. Die SPD 1969–1982 (= Die deutsche Sozialdemokratie nach 1945. 3). Dietz, Bonn 2011, ISBN 978-3-8012-5035-5.
- Geschichte der SPD. Von den Anfängen bis zur Gegenwart (= Beck’sche Reihe. 2753). Beck, München 2012, ISBN 978-3-406-63717-9.
- Willy Brandt (= Beck’sche Reihe. 2780). Beck, München 2013, ISBN 978-3-406-65466-4.

### Als Herausgeber
- Geschichtswissenschaft in Deutschland. Traditionelle Positionen und gegenwärtige Aufgaben (= Beck’sche schwarze Reihe. 111). Beck, München 1974, ISBN 3-406-04911-7.
- Arbeiterbildung in der Weimarer Republik und in der Nachkriegszeit. Kontinuität und Diskontinuität (= Forschungsinstituts für Arbeiterbildung. Beiträge, Informationen, Kommentare. Beih. 3, ZDB-ID 635019-7). Forschungsinstitut für Arbeiterbildung, Recklinghausen 1984.
- mit Franz-Josef Jelich: Besucherinteressen und Besucherverhalten in historischen Museen und Ausstellungen. Dokumentation einer Tagung (= Forschungsinstituts für Arbeiterbildung. Beiträge, Informationen, Kommentare. Beih. 7). Forschungsinstitut für Arbeiterbildung, Recklinghausen 1991, ISBN 3-925724-04-4.
- mit Günther Högl: Eine Partei in ihrer Region. Zur Geschichte der SPD im Westlichen Westfalen. Klartext, Essen 1988, ISBN 3-88474-126-8.
- mit Heinz Timmermann: Nationalismus und Demokratie. Gesellschaftliche Modernisierung und nationale Idee in Mittel- und Osteuropa. Klartext, Essen 1993, ISBN 3-88474-075-X.
- mit Franz-Josef Jelich: Reaktionäre Modernität und Völkermord. Probleme des Umgangs mit der NS-Zeit in Museen, Ausstellungen und Gedenkstätten (= Geschichte und Erwachsenenbildung. 2). Klartext, Essen 1994, ISBN 3-88474-224-8.
- Susanne Miller: Sozialdemokratie als Lebenssinn. Aufsätze zu Geschichte und Gegenwart der SPD. Zum 80. Geburtstag. Dietz, Bonn 1995, ISBN 3-8012-4060-6.
- mit Johannes Rau: Heinz Putzrath. Gegen Nationalsozialismus, für soziale Demokratie. Skizzen zu Leben und Wirken. Klartext, Essen 1997, ISBN 3-88474-564-6.
- unter Mitarbeit von Anja Wißmann: „Habt den Mut zu menschlichem Tun.“ Die Jüdin und Demokratin Jeanette Wolff in ihrer Zeit (1888–1976). Klartext, Essen 2002, ISBN 3-89861-168-X.
- mit Paul Ciupke, Franz-Josef Jelich und Norbert Reichling: Erwachsenenbildung und politische Kultur in Nordrhein-Westfalen. Themen – Institutionen – Entwicklungen seit 1945 (= Geschichte und Erwachsenenbildung. 17). Klartext u. a., Essen 2003, ISBN 3-89861-230-9.
- mit Rainer Eppelmann und Ulrich Mählert (Hrsg.): Bilanz und Perspektiven der DDR-Forschung. Schöningh, Paderborn u. a. 2003, ISBN 3-506-70110-X.
- mit Andreas Helle: Zwangsmigration in Europa. Zur wissenschaftlichen und politischen Auseinandersetzung um die Vertreibung der Deutschen aus dem Osten. Klartext, Essen 2005, ISBN 3-89861-448-4.
- mit Franz-Josef Jelich: „Transformationen“ der Erinnerungskulturen in Europa nach 1989 (= Geschichte und Erwachsenenbildung. 21). Klartext, Essen 2006, ISBN 3-89861-755-6.
- mit Andrea Kaltofen: Hölle im Moor. Die Emslandlager 1933–1945. Wallstein, Göttingen 2017, ISBN 978-3-8353-3137-2.